# Zè
Zè – miasto w Beninie, w departamencie Atlantique. Położone jest około 35 km na północny zachód od stolicy kraju, Porto-Novo. W spisie ludności z 11 maja 2013 roku liczyło 16 903 mieszkańców.